# 힙합엘이
힙합엘이 (HIPHOPLE)는 2010년 11월 대표 최성웅이 설립한 엘이미디어에서 운영 중인 음악 전문 커뮤니티이다. 엘이미디어는 국내외 음악과 아티스트를 기반으로 다양한 콘텐츠를 제작하는 전문 제작사이자 미디어, 그리고 커뮤니티를 운영하는 회사로, 음악 미디어인 엘이맥(LE mag)과 음악 커뮤니티 힙합엘이를 운영하고 있다. 
엘이맥은 국내외 모든 음악 장르를 다루는 음악 미디어로, 소셜미디어에서는 주로 음악과 아티스트에 대한 정보를 전달하고, 음악 관련 오리지널 콘텐츠를 제작하여 유튜브 채널에 게재한다.
힙합엘이는 음악 전문 커뮤니티로 음악과 관련된 게시판 등으로 구성되어있다.

## 역사
2009년부터 블로그 등를 통해 외국 힙합 및 R&B의 뉴스를 전달하던 최성웅은 점차 좀 더 조직적인 구조를 갖춘 웹사이트를 구상하기 시작하였고, 칼럼 필진과 영문 가사 해석 필진을 모집한 후 홈페이지 제작을 거쳐 2010년 11월 사이트를 오픈하였다.
2010년 11월 공식 홈페이지 오픈 이후, 힙합엘이는 빠른 국외 뉴스 전달과 자체 제작 자막 뮤직비디오를 통해 콘텐츠 기반을 다졌다. 이후 칼럼 기고, 인터뷰, 기획 기사 제작 등을 이용자에게 전달했다. 초반에는 국외 음악에만 집중되었으나, "Music Salon" 인터뷰 코너가 개설되면서 처음으로 국내 흑인음악 관련 콘텐츠를 다루기 시작했고, 이는 이후의 신설 코너 "Spotlight"와 "힙합엘이 토크콘서트" 등으로 이어졌다.
2013년부터는 라이프스타일 메뉴를 추가해 음악 외에 패션, 전시, 테크, 아트 등 기타 문화 요소들에 대한 콘텐츠를 진행하고 있다. 이후 힙합엘이 라디오와 자막 전용 어플 런칭, LE TV 등의 플랫폼 다양화와 힙합엘이 파티, 캠페인, 워크샵, 북토크, 음감회 등의 오프라인 행사의 다양화를 통해 다방면에서 기획 및 홍보를 진행하고 있다. 이외에도 잡지, 음반 해설지, 타 웹매거진 등의 외부 기고와 회원들을 위한 온/오프라인 이벤트도 꾸준히 성사 중이다.
2016년 웹사이트/모바일 리뉴얼 후에는, 힙합엘이 차이나(HIPHOPLE CHINA) 런칭과 콘텐츠 매니지먼트, 패션 및 컬쳐브랜드 기획 콘텐츠, 스페셜 포커스, 잡지/책 프로젝트, 영상 기획 및 제작, 강연 등의 외부 행사 등을 전문적으로 진행하고 있다.
이후 신인 발굴 프로젝트, 라이브 클립, 프리스타일 영상 시리즈, 컴피티션, 한국힙합어워즈 등 다양한 프로젝트들을 지속적으로 제작하고 있다.

## 구성

HIPHOPLE 메인 화면

힙합엘이는 다음과 같은 메뉴로 구성되어있다.
- 국내 힙합 - 국내 힙합 게시판
- 국외 힙합 - 국외 힙합 게시판
- 음악 종합 - 힙합 외 음악 장르 게시판
- 거래/장터 - 유저들의 거래 게시판
- 가사해석 - 음악 가사해석 게시판
- 워크룸 - 유저 창작 음악 게시판
- 커뮤니티샵 - 아이콘샵 등 커뮤니티에서 사용할 수 있는 아이템들을 무료로 구매할 수 있는 곳

## 특징
힙합엘이라는 이름으로 유튜브, 소셜미디어, 커뮤니티 등을 운영해오다가 2024년 3월, 리브랜딩을 진행하여 크게 두 개의 영역으로 분리하였다.
1. 엘이맥(LE mag): 모든 음악 장르를 다루며, 유튜브와 소셜미디어에 음악 관련 콘텐츠를 제공한다.
2. 힙합엘이(HIPHOPLE): 음악 관련 정보를 교류하는 음악 전문 커뮤니티로 운영 중이다.

엘이맥의 주요 오리지널 영상 콘텐츠는 유튜브  채널에 주로 업로드 되며, 대부분의 한국 흑인음악 아티스트들을 만나볼 수 있다.
흑인 음악 뉴스의 경우는 그 어느 웹매거진보다 더 빠르게, 많은 뉴스를 전달하고 있다는 면에서 이용자들의 호평을 받고 있다. 매거진 코너에서 다루는 소재의 범위는 힙합 외에 알앤비, 소울, 펑크 등 전체적인 흑인 음악에 걸쳐있으며, 여러 칼럼 및 사설로써 흑인 음악에 대한 정보를 전달하고 있다. 
피처 메뉴에서는 여러 아티스트들의 인터뷰가 게재되어 있고, 또한 프로듀서들의 음악 작업기를 소개하는 시리즈인 Seeing Sounds, 언더그라운드 큐레이션 시리즈인 UNHYPED 등을 확인할 수 있다.

## 주요 프로젝트 및 오리지널 콘텐츠

### 주요 프로젝트
- THE:RISE: 힙합/알앤비씬의 전도유망한 신인 음악가들과 함께 진행하는 아티스트 큐레이션 프로젝트로 현재 시즌4까지 진행되고 있다.
- DRAFT: 재야에 숨겨진 새로운 음악가를 발굴하기 위한 프로젝트.
- 캠페인: West Coast Month, Mixtape Month, Do The Right Rap 등 다양한 캠페인을 진행해왔다.
- 컴피티션: 아티스트들의 소스를 활용하거나 새로운 음악을 제작하여 경쟁을 하는 창작자들을 위한 프로젝트. 여러 아티스트들과 비정기적으로 컴피티션을 주최하고 있다.
- 머천다이즈: 힙합엘이는 자체 제작한 머천다이스를 판매해 왔다. 현재까지 스냅백과 노트 등을 선보였으며, 타 브랜드들과의 협업을 통한 프로젝트 콜렉션도 기획 및 진행하고 있다.
- 서적 출간: 힙합엘이는 2015년 6월 《아메리칸 힙합》이라는 서적을 출간했다.[1] 본 책은 2000년대 미국 힙합에 대한 정보를 담았으며, 출시 이후 대중문화 서적 카테고리에서 베스트셀러를 기록했고, 타블로, 사이먼디, 팔로알토, 딥플로우 등이 추천사를 기록하기도 했다. 발간 이후로 현재까지도 온/오프라인 서점에서 높은 점유율을 차지하고 있다.
- 음악 영화 상영회: '제 1회 서울힙합영화제', 영화 'Time Is Illmatic' 등 음악 관련 영화 상영회 및 행사에 기획 및 홍보 등의 역할로 참여했다.
- 페스티벌, 공연, 파티: 힙합엘이는 World Hiphop Fest, Seoul Soul Festival, Seoul Sessions Live 등 페스티벌의 미디어 파트너를 맡아 진행하였으며, 토크쇼와 공연을 결합시킨 토크콘서트, 아티스트 음감회 및 클럽 파티 등을 진행해왔다.
- 해외 투어: MKIT, ADV 등 국내 아티스트들과 함께 해외 투어 주최 및 기획을 진행했다.
- 한국힙합어워즈: 국내 유일 장르 음악 시상식인 한국힙합어워즈(Korean Hiphop Awards)를 매년 주최하고 있다.

### 주요 포트폴리오
- 프로그램: 네이버, 지니뮤직 등과 협업하여 다수의 음악 프로그램을 제작했다.
  - Broken GPS
  - THINKING BOUT
  - Crush네 Vinyl봉지
  - RAPHOUSE ONAIR
  - 국힙 LEGACY

- 라이브 클립: 슬라피 Freestyle, THE:RISE 등의 라이브 영상을 제작했다.
  - THE:RISE 4
  - BIGFAN LIVE
  - 슬라피 Freestyle

- 인터뷰: 국내외 아티스트 영상 인터뷰 시리즈.
  - 내한 아티스트 인터뷰
  - 내한 아티스트 대담
  - 뉴스레터
  - 아티스트 인터뷰

- 토크쇼: 여러 아티스트들과 특정 주제에 대해 이야기하는 시리즈.
  - THE VETERAN
  - 10대 뮤지션 토크 세션
  - MEETing

- 캠페인: 힙합엘이 자체적으로, 또는 다른 브랜드들과 협업하여 진행하는 캠페인들.
  - WMM
  - RESET
  - Musician Wanted